# 조앤 블론델
조앤 블론델(Joan Blondell, 1906년 8월 30일 ~ 1979년 12월 25일)은 미국의 배우이다.

## 출연 작품
- 공공의 적 (1931)[4]
- 쓰리 온 어 매치 (1932)[4]
- 1933년의 황금광들 (1933)[4]
- 풋라이트 퍼레이드 (1933)[4]
- 1937년의 황금광들 (1937)[4]
- 레이디 포 어 나이트 (1942)[4]
- 푸른 면사포 (1951)[4]
- 신시내티의 도박사 (1965)[4]
- 오프닝 나이트 (1977)[4]
- 그리스 (1978)[4]
- 챔프 (1979)[4]